# Jiang Yan
Jiang Yan, född 10 januari 1989 i Qingdao, är en kinesisk roddare.

## Karriär
År 2010 slutade Jiang Yan på fjärde plats i scullerfyra tillsammans med Wang Min, Zhang Min och Cao Ting i världscupen i Bled. Vid världscupen i München samma år slutade hon på tredjeplats tillsammans med Zhang Min, Cao Ting och Jin Ziwei. Vid årets tredje världscup i Luzern slutade hon och Zhang Min på åttonde plats i dubbelsculler. Hon bytte därefter tillbaka till scullerfyra och vann B-finalen i VM 2010 tillsammans med Zhang Min, Wang Lei och Jin Ziwei, vilket innebar en sjunde plats i tävlingen. 2011 tävlade hon med Duan Jingli i dubbelsculler i VM i Bled, där de slutade på åttonde plats. Följande år tävlade Jiang Yan med Li Rong i världscupen i Belgrad, där de slutade femma och det följdes upp med en sjätteplats i världscupen i Luzern.
Efter ett års uppehåll tävlade hon i singelsculler vid världscupen i Sydney 2014, där hon slutade femma. Därefter slutade Jiang Yan och Lyu Yang på åttonde plats i dubbelsculler vid världscupen på Aiguebelettesjön i Savojen. Vid VM 2014 i Amsterdam tog hon silver tillsammans med Shen Xiaoxing, Lyu Yang och Zhang Xinyue i scullerfyra. Samma roddare vann B-finalen vid VM 2015 och som innebar en sjunde plats. Vid Asiatiska mästerskapen 2015 i Peking tog hon guld i scullerfyra.
I Luzern 2016 kvalificerade sig Zhang Ling, Jiang Yan, Wang Yuwei och Zhang Xinyue för olympiska sommarspelen 2016 i Rio de Janeiro. Det var sju tävlande båtar i scullerfyra vid OS och Kina tog sig till final genom återkval. I finalen slutade de på sjätte plats. Ett år senare slutade Jiang Yan, Li Jingjing, Zhang Ling och Zhang Xinyue som sjua i scullerfyra vid VM 2017, efter att ha vunnit B-finalen.
Jiang Yan och Li Jingjing slutade på nionde plats i dubbelsculler vid VM 2018 i Luzern. Vid VM 2018 i Plovdiv tävlade hon med Chen Yunxia i dubbelsculler och slutade nia. Under hösten 2018 tog hon guld med Li Jingjing i dubbelsculler vid Asiatiska spelen. 2019 började Jiang Yan tävla i singelsculler och vid årets första världscup i Plovdiv slutade hon på andra plats bakom Lisa Scheenaard. Därefter blev det en 11:e plats vid världscupen i Poznań. Hon avslutade 2019 med att vinna B-finalen i VM i Linz-Ottensheim, vilket gav en sjunde plats.
Vid olympiska sommarspelen 2020 i Tokyo slutade Yan på sjätte plats i singelsculler.

## Internationella tävlingar
- 2010: 7:e plats i scullerfyra vid VM
- 2011: 8:e plats i dubbelsculler vid VM
- 2014: Silver i scullerfyra vid VM
- 2015: 7:e plats i scullerfyra vid VM
- 2015: Guld i scullerfyra vid Asiatiska mästerskapen
- 2016: 6:e plats i scullerfyra vid OS 2016
- 2017: 7:e plats i scullerfyra vid VM
- 2018: 9:e plats i dubbelsculler vid VM
- 2018: Guld i dubbelsculler vid Asiatiska spelen
- 2019: 7:e plats i singelsculler vid VM
- 2021: 6:e plats i singelsculler vid OS 2020